# Taisuke Miyazaki
Taisuke Miyazaki (født 5. maj 1992) er en japansk fodboldspiller, som spiller for den japanske fodboldklub Tochigi SC.